# Юха Канкунен
Юха Канкунен (на фински: Juha Kankkunen) е финландски автомобилен състезател, четирикратен Световен рали шампион. Счита се за един от най-успешните рали пилоти в историята, спечелил своите световни титли с автомобили производени от Пежо (1986), Ланчия (1987 и 1991) и Тойота (1993).
Юха Канкунен заема второ място (заедно със своя сънародник Томи Макинен), по брой световни титли (4).